# Primera Regional Preferent mallorquina de futbol
La Primera Regional Preferent de Mallorca és un torneig organitzat per la Federació de Futbol de les Illes Balears (FFIB). Des del 2021 és la sisena categoria, per sota de la Primera, la Segona, la Primera Divisió RFEF, la Segona Divisió RFEF i la Tercera Divisió RFEF, i està per sobre de la Primera Regional.

## Sistema de competició
La Regional Preferent, igual que les altres categories, és un torneig que se celebra cada any. Està formada per un sol grup de 20 equips.

## Equips participants
|    | Equip                    | Fundació       | Població                     | Camp                          |
| -- | ------------------------ | -------------- | ---------------------------- | ----------------------------- |
| 1  | UD Alaró                 | 1963           | Alaró                        | Municipal d'Alaró             |
| 2  | Unió Esportiva Alcúdia   | 1922           | Alcúdia                      | Camp Municipal d'Alcúdia      |
| 3  | Club Esportiu Alqueria   | 1976           | Santanyí (s'Alqueria Blanca) | Camp de Sa Teulera            |
| 4  | Club Esportiu Artà       | 1945           | Artà                         | Ses Pesqueres                 |
| 5  | Club Deportiu Calvià     | Text de cel·la | Calvià                       | Text de cel·la                |
| 6  | Cardassar                | Text de cel·la | Text de cel·la               | Text de cel·la                |
| 7  | Esporles                 | Text de cel·la | Text de cel·la               | Text de cel·la                |
| 8  | Ferriolense              | Text de cel·la | Text de cel·la               | Text de cel·la                |
| 9  | Genova                   | Text de cel·la | Text de cel·la               | Text de cel·la                |
| 10 | F.C. Inter Manacor       | 2011           | Manacor                      | Na Capellera                  |
| 11 | UE Petra                 | 1926           | Petra                        | Poliesportiu Na Capitana      |
| 12 | Pla de Na Tesa           | Text de cel·la | Text de cel·la               | Text de cel·la                |
| 13 | UE Porreres              | ?              | Porreres                     | Camp Municipal de Ses Forques |
| 14 | Rtv La Victoria          | Text de cel·la | Text de cel·la               | Text de cel·la                |
| 15 | Club Esportiu Sant Jordi | ?              | Palma (Sant Jordi)           | Camp Municipal de Sant Jordi  |
| 16 | Santa Catalina Atl       | Text de cel·la | Text de cel·la               | Text de cel·la                |
| 17 | CE Sineu                 | ?              | Sinéu                        | Poliesportiu de Sineu         |
| 18 | CD Son Cladera           | ?              | Son Cladera                  | Camp Municipal de Son Cladera |
| 19 | Son Sardina              | 1972           | Palma (Son Sardina)          | Camp Municipal de Son Sardina |
| 20 | CE Xilvar                | 1972           | Selva                        | Campo de fútbol de Selva      |